# LRGB

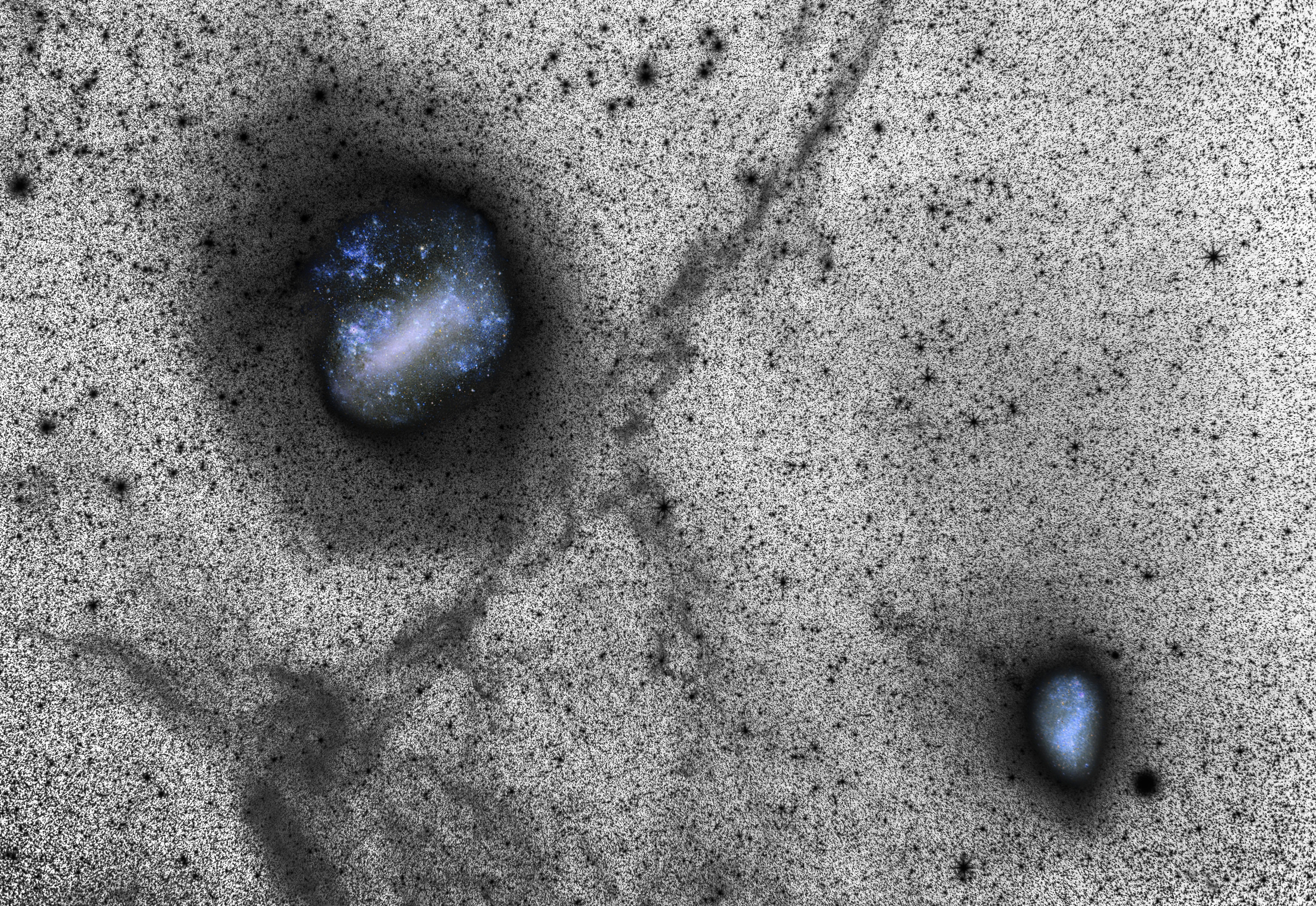
以LRGB方式拍攝的大麥哲倫星系與小麥哲倫星系鄰近天區深空影像。

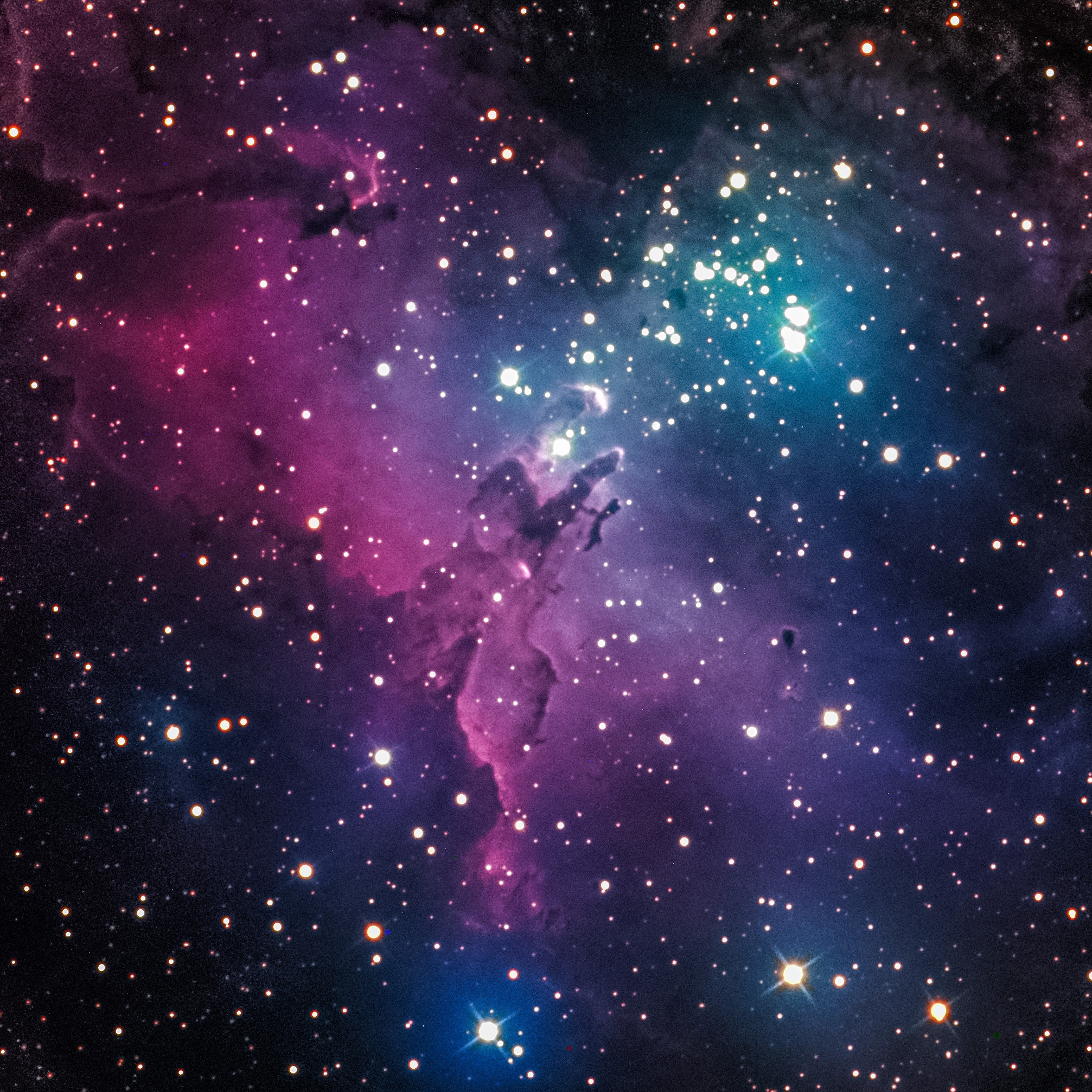
鹰星云LRGB影像。

LRGB，即Luminance（亮度）、Red（紅光）、Green（綠光）、Blue（藍光）的縮寫，是業餘天文學的一項攝影技術，該技術是將高解析度的單色影像與較低解析度的彩色影像融合，以產生高品質的彩色影像。

## 概要
在業餘天文學中，以單色影像獲得高品質與高信噪比的影像是較為簡單且便宜的。LRGB法的目的是為了取得高品質彩色影像。實際操作方式則是將包含色彩資訊的彩色影像和紀錄亮度資訊的單色影像融合為新影像。
LRGB影像背後的有效理論與人眼看到的顏色相關。視網膜上的视杆细胞對亮度與空間資訊較敏感，视锥细胞則對顏色資訊較敏感。而视锥细胞中的S型對藍光敏感、M型對綠光敏感、L型則對紅光敏感。因此，LRGB法在不同波段下使用的感光元件分別對應人眼視網膜上的特定感光細胞。